# Forrest Wheeler
Forrest Wheeler (ur. 21 marca 2004 w Santa Monica) – amerykański aktor.

## Kariera
Karierę aktorską rozpoczął w wieku siedmiu lat, gdy podjął się roli kambodżańskiego chłopca w filmie The Incredible Burt Wonderstone u boku Steve’a Buscemiego. Zanim dostał główną rolę w serialu komediowym Przepis na amerykański sen, występował głównie w reklamach i kilku programach telewizyjnych. 8 sierpnia 2018 amerykańskie czasopismo „The Hollywood Reporter” uznało Forresta za jednego z 30 najlepszych gwiazd Hollywood poniżej 18 roku życia.

## Filmografia

### Filmy
| Rok  | Tytuł                           | Rola                       | Reżyser      | Informacje           |
| ---- | ------------------------------- | -------------------------- | ------------ | -------------------- |
| 2013 | Boomerang                       | Jeremy                     | Craig Brewer |                      |
| 2013 | The Incredible Burt Wonderstone | chłopiec z Kambodży        | Don Scardino |                      |
| 2014 | Such Good People                | mały Kuenlay/mały Kuenphay | Stewart Wade |                      |
| 2016 | Power Play                      | Billy                      | Rock Chang   | film krótkometrażowy |

### Seriale
| Rok   | Tytuł                                           | Rola             | Informacje           |
| ----- | ----------------------------------------------- | ---------------- | -------------------- |
| 2013  | Mortal Kombat                                   | młody Kuai Liang | sez. 2, odc. 1–2     |
| 2014  | Jess i chłopaki (New Girl)                      | dziecko          | sez. 3, odc. 15      |
| 2014  | Pojedynek na życie (Chasing Life)               | chłopiec         | sez. 1, odc. 5       |
| 2015– | Przepis na amerykański sen (Fresh Off the Boat) | Emery Huang      | główna rola          |
| 2017  | Jej wysokość Zosia (Sofia the First)            | książę Jin       | głos sez. 4, odc. 14 |

## Nagrody
| Rok  | Nagroda                  | Kategoria                                                    | Film                       | Wynik     |
| ---- | ------------------------ | ------------------------------------------------------------ | -------------------------- | --------- |
| 2015 | Vulture                  | Najlepszy aktor dziecięcy                                    | Przepis na amerykański sen | Nominacja |
| 2016 | Young Artist Award       | Wybitny młody zespół w serialu telewizyjnym                  | Przepis na amerykański sen | Wygrana   |
| 2016 | Young Entertainer Awards | Best Young Ensemble Cast – TV Series                         | Przepis na amerykański sen | Wygrana   |
| 2017 | Young Artist Award       | Najlepszy występ w serialu telewizyjnym – główny młody aktor | Przepis na amerykański sen | Nominacja |